# Ferdinand Frankenberger
Ferdinand Frankenberger (25. září 1870 Unterschwärzenbach – 24. dubna 1956 Sankt Florian am Inn) byl rakouský křesťansko sociální politik, na počátku 20. století poslanec Říšské rady, v poválečném období poslanec rakouské Národní rady.

## Biografie
Vychodil národní školu působil jako majitel statku. Angažoval se v Křesťansko sociální straně Rakouska. Byl starostou domovského Sankt Florian am Inn. V této obci založil záložnu, které pak předsedal. Předsedal také okresnímu zemědělskému spolku v Schärdingu.
Na počátku 20. století se zapojil i do celostátní politiky. Ve volbách do Říšské rady roku 1911 získal mandát v Říšské radě (celostátní zákonodárný sbor) za obvod Horní Rakousy 9. Usedl do poslanecké frakce Křesťansko-sociální klub německých poslanců. Ve vídeňském parlamentu setrval až do zániku monarchie. K roku 1911 se profesně uvádí jako starosta.
Po válce zasedal v letech 1918–1919 jako poslanec Provizorního národního shromáždění Německého Rakouska (Provisorische Nationalversammlung), pak od 4. března 1919 do 9. listopadu 1920 byl poslancem Ústavodárného národního shromáždění Rakouska.
V letech 1918–1919 byl též poslancem Hornorakouského zemského sněmu.